# Schupanowa
Die Schupanowa (russisch Жупанова) ist ein 242 km langer Zufluss des Pazifischen Ozeans im Osten der russischen Halbinsel Kamtschatka. Oberhalb der Einmündung der Prawaja Schupanowa heißt der Fluss Lewaja Schupanowa (russisch Левая Жупанова, „Linke Schupanowa“).

## Flusslauf
Die Schupanowa verläuft im Norden des Rajons Jelisowski. Ihr Quellgebiet liegt auf einer Höhe von etwa 1100 m in einem kleinen Krater 15 km westlich des Unana-Vulkans. Von dort fließt sie 170 km in überwiegend südlicher Richtung entlang der Ostflanke des Wostotschny-Höhenrückens („Ost-Kamm“). Bei Flusskilometer 104 trifft die Prawaja Schupanowa („Rechte Schupanowa“) von links auf den Fluss. Nach weiteren 30 Kilometern erreicht die Schupanowa die nördlichen Ausläufer des 2923 m hohen Vulkans Schupanowski und wendet sich nach Osten. Sie erreicht schließlich die Ostküste von Kamtschatka, wo sie ein Ästuar bildet. Die Mündung liegt im Süden der Kronozki-Bucht. Das Einzugsgebiet der Schupanowa umfasst 6980 km². Es reicht im Nordosten bis zu den Vulkanen Unana und Taunschiz.

## Prawaja Schupanowa
Die Prawaja Schupanowa entspringt auf einer Höhe von etwa 600 m zwischen den Vulkanen Karymski und Maly Semjatschik. Sie fließt in einem Bogen – anfangs nach Norden, dann nach Westen und schließlich nach Süden. Sie erreicht nach 67 km Fließstrecke die von Nordwesten kommende Lewaja Schupanowa. Das Einzugsgebiet der Prawaja Schupanowa umfasst ein Areal von 823 km².